# Robert Sink
Robert Frederick Sink (Lexington, 3 de abril de 1905 - Forte Bragg, 13 de dezembro de 1965) foi um oficial do Exército dos Estados Unidos durante a Segunda Guerra Mundial, a Guerra da Coréia, e no início da Guerra do Vietnã, mas ficou mais conhecido por comandar o 506º Regimento de Infantaria da 101ª Divisão Aerotransportada.

## Início de Carreira
Sink se matriculou na Duke University (então conhecida como o Trinity College), um ano antes de entrar na Academia Militar dos Estados Unidos. Graduou-se na turma de 1927 em West Point, foi o 174º em uma classe de 203 e comissionado como oficial de infantaria. A atribuição inicial Sink era o 8º Regimento de Infantaria, em Fort Screven na Geórgia, como um segundo tenente.
Em novembro de 1937, após a atribuição ao 57º Regimento de Infantaria (Estados Unidos) em Fort McKinley, nas Filipinas, Sink retornou aos Estados Unidos e foi designado para o 25º Regimento de Infantaria, em Fort Huachuca, Arizona, onde trabalhou sucessivamente como comandante de companhia e diretor de operação regimental.

## Segunda Guerra Mundial
Em 1940, ele foi designado para o 501º Batalhão de Infantaria Pára-quedista em Fort Benning. Sink estava entre os 4% dos homens do exército americano qualificados como pára-quedistas e comemorou seu aniversário de cada ano, fazendo outro salto.
Mais tarde, ele comandou o 503º Batalhão de Infantaria e, depois, o Regimento. Em julho de 1942 ele foi nomeado como comandante do 506º Regimento de Infantaria Pára-quedista em Toccoa, Geórgia; Fort Benning, na Geórgia, e Fort Bragg, Carolina do Norte. Sink comandou a 506º em toda a Segunda Guerra Mundial, e conseguiu duas promoções com a unidade (o regimento, por vezes, foi chamado de "five Oh-Sink") e se tornou um amigo pessoal do Major Richard Winters. Ele fez dois saltos de combate no comando da 506 (Dia D e Operação Market Garden), e comandou o Regimento em Bastogne durante a Batalha do Bulge.
Robert F. Sink foi um dos mais importantes comandantes militares durante a primeira parte das operações da Normandia e até o final da Segunda Guerra Mundial na Europa.

## Carreira Pós Guerra

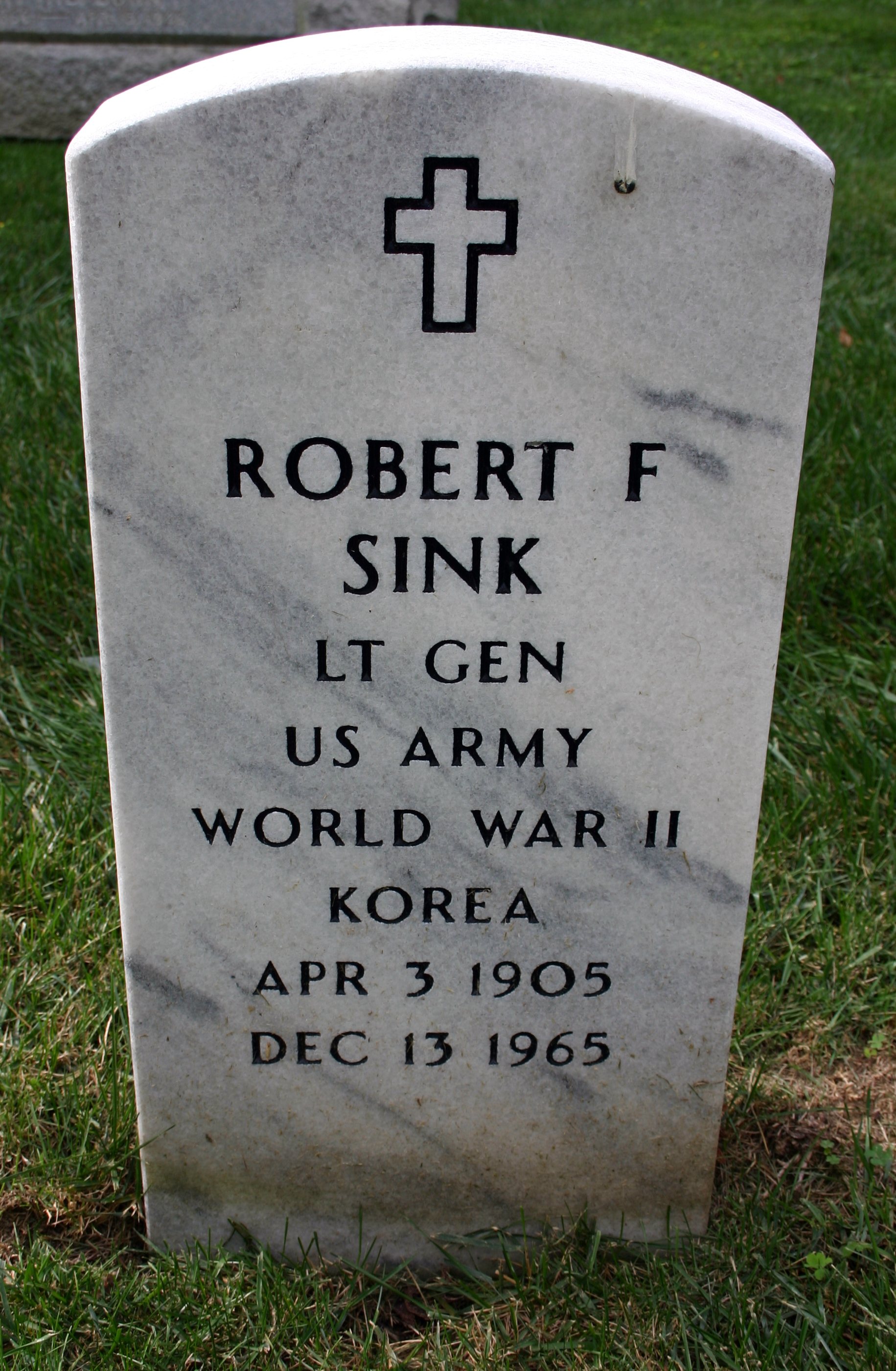
Lápide de Robert Sink no Cemitério Nacional de Arlington.

Em 12 de agosto de 1945, Sink foi nomeado comandante da 101ª Divisão Aerotransportada. Em dezembro de 1945, Sink retornou aos Estados Unidos, e no mês seguinte assumiu o comando do destacamento de infantaria da Academia Militar dos Estados Unidos. Ele entrou no National War College, em Fort Lesley J. McNair, em Washington, em agosto de 1948, graduando-se em Junho de 1949. Sink, em seguida, foi transferido para o Comando Ryukyus, e tornou-se chefe de equipe em Outubro de 1949. Em janeiro de 1951, foi nomeado comandante adjunto da 7ª Divisão de Infantaria na Coréia.
Ele voltou para os Estados Unidos e se tornou comandante da 11ª Divisão Aerotransportada, em Fort Campbell,Kentucky, em dezembro de 1951. Em fevereiro de 1953, ele assumiu o comando da 7ª Divisão Blindada, em Camp Roberts, Califórnia. Em novembro de 1953, tornou-se general comandante da 44ª Divisão de Infantaria, em Fort Lewis, Washington. No início de 1955, ele foi transferido para o Rio de Janeiro, Brasil, e em abril de 1955 assumiu a função dupla de presidente da Comissão Militar Mista Brasil-Estados Unidos e chefe da seção do Exército Americano.
Ele voltou para os Estados Unidos e assumiu o comando da XVIII Airborne Corps e Fort Bragg em maio 1957. Em maio de 1958, ele foi anunciado como comandante da Strategic Army Corps (STRAC), do Exército dos Estados Unidos. Seu último grande papel foi como o comandante das forças Estados Unidos no Panamá. Robert Frederick Sink se aposentou em 1961 como Tenente-General, e morreu quatro anos depois, em 1965.

## Família
Sink era casado e tinha três filhos e dois enteados.

## Promoções
Abaixo está a lista de promoções de Sink em ordem cronológica, começando com a sua graduação na Academia Militar dos Estados Unidos como segundo Tenente de Infantaria.
- 1. Segundo Tenente - 14 de junho de 1927
- 2. Primeiro-Tenente - 31 de agosto de 1933
- 3. Capitão - 13 de junho de 1937
- 4. Major - 31 de janeiro de 1941
- 5. O tenente-coronel - 1 de fevereiro de 1942
- 6. Coronel - 3 de novembro de 1942
- 7. Major - 14 de junho de 1944
- 8. Major-General - 11 de abril de 1948
- 9. Tenente-coronel - 15 de julho de 1948
- 10. General-Brigadeiro - 13 de fevereiro de 1951
- 11. Coronel - 23 de março de 1951
- 12. General-Brigadeiro - 11 de abril de 1955
- 13. Major-General - 14 de abril de 1955
- 14. Tenente-General - 8 de setembro de 1959

## Legado
- Uma biblioteca em Fort Campbell foi nomeada como LTG Robert F. Sink.

## Na Cultura Popular
Robert Sink foi retratado na minissérie Band of Brothers pelo veterano do Vietnã e Capitão aposentado da Marinha Dale Dye (também conselheiro militar da série).
O personagem do "Coronel Robert Stout" no filme A Bridge Too Far (1977), interpretado por Elliott Gould, também é baseado em Sink.
Robert Sink também foi retratado no jogo de vídeo game de 2008 Brothers in Arms: Hell's Highway, também interpretado por Dale Dye.